# Lake Shore (Utah)
Lake Shore – jednostka osadnicza w Stanach Zjednoczonych, w stanie Utah, w hrabstwie Utah.